# Piistaoja
Piistaoja är en ort i Estland. Den ligger i Tori kommun och landskapet Pärnumaa, i den sydvästra delen av landet, 100 km söder om huvudstaden Tallinn. Piistaoja ligger 34 meter över havet och antalet invånare är 111.
Terrängen runt Piistaoja är mycket platt. Runt Piistaoja är det glesbefolkat, med 9 invånare per kvadratkilometer. Närmaste större samhälle är Vändra, 14,7 km nordost om Piistaoja. I omgivningarna runt Piistaoja växer i huvudsak blandskog.